# Anthony Award
Die Anthony Awards sind US-amerikanische Literaturpreise, die jährlich auf der Anthony Boucher Memorial World Mystery Convention, kurz „Bouchercon“ genannt, vergeben werden. Die Auszeichnung ist ebenso wie der Kongress, der sich klassischen Kriminal- und Mysteryromanen annimmt, dem Autor und Kritiker Anthony Boucher (1911–1968) gewidmet. Boucher verfasste 17 Jahre lang die New York Times-Kolumne Criminals at Large, die ihm hohes Ansehen als Kritiker auf dem Gebiet der Kriminalliteratur einbrachte. Er war Mitbegründer der Mystery Writers of America. Die Anthony Awards zählen neben dem Edgar und Shamus Award mit zu den wichtigsten US-amerikanischen Krimipreisen.

## Kategorien und Wahlverfahren
Die Anthony Awards wurden erstmals 1986 vergeben. Die Kategorien variieren von Jahr zu Jahr, regelmäßig werden jedoch unter anderem Preise für die besten im Vorjahr erschienenen englischsprachigen Romane, Debütromane, Kurzgeschichten, Original-Taschenbücher und Werke der Sachliteratur verliehen. Von den Veranstaltern der Bouchercon wird im Vorfeld eine Nominiertenliste erstellt, die auf Umfragen von Fans des Krimi-Genres beruhen. In jeder Kategorie treffen in der Regel fünf Titelanwärter aufeinander, die im Vorfeld die meisten Stimmen auf sich vereinen konnten. Die Sieger werden ebenfalls von Fans, den Besuchern der Bouchercon, gekürt und auf dem Kongress während einer Preisverleihung ausgezeichnet. Unter den Preisträgern der letzten Jahre sind so bekannte Autoren wie Elizabeth George, Thomas Harris, Tony Hillerman, Dennis Lehane oder Val McDermid vertreten.
Im Jahr 2000 wurden im Rahmen der Millenniumsfeierlichkeiten zudem einmalig die besten Leistungen von Kriminalschriftstellern des vergangenen Jahrhunderts prämiert. Als bester Mystery-Roman setzte sich Daphne du Mauriers 1938 veröffentlichtes Werk Rebecca gegen Raymond Chandlers Der große Schlaf (The Big Sleep, 1939), Agatha Christies Alibi (The Murder of Roger Ackroyd, 1926), Dashiell Hammetts Der Malteser Falke (The Maltese Falcon, 1930) und Dorothy L. Sayers Aufruhr in Oxford (Gaudy Night, 1935) durch. Als beste Serie triumphierte Agatha Christie mit ihrer Hercule-Poirot-Reihe vor Ed McBain (87. Polizeirevier), Marcia Muller (Sharon-McCone-Serie), Dorothy L. Sayers (Lord-Peter-Wimsey-Reihe) und Rex Stout (Nero-Wolfe-Serie). Christie erhielt auch die Auszeichnung als beste Autorin des Jahrhunderts, während Raymond Chandler, Dashiell Hammett, Dorothy L. Sayers und Rex Stout nominiert waren.
Die regelmäßig seit 1986 verliehenen Preiskategorien sind:
- Bester Roman (Best Mystery Novel)
- Bester Erstlingsroman (Best First Mystery)
- Beste Kurzgeschichte (Best Short Story)
- Bester Taschenbuchroman (Best Paperback Original).

Seit 1991 wird zudem ein Preis in der Kategorie Bestes Sachbuch (Best Critical/Nonfiction) vergeben.
Außer in den regelmäßig vergebenen Kategorien gibt es auch sogenannte Wildcat Awards, das sind in wechselnden Kategorien vergebene Sonderpreise, zum Beispiel Bester Serientitel (Bill Crider Award for Best Novel in a Series) oder Beste Internetseite (Best Online Content).

Neben den Anthony Awards wird bei der Bouchercon immer wieder auch ein Autor für sein Lebenswerk geehrt (Lifetime Achievement). Diese Ehrung gilt jedoch nicht als Anthony Award.

## Preisträger
Mehrfachvergabe in einem Jahr wird durch einen trennenden Schrägstrich („/“) angezeigt.

### Bester Roman
- 1986: Sue Grafton: ‘B‘ is for Burglar (deutsch: In aller Stille (B wie Bruch))
- 1987: Sue Grafton: ‘C‘ is for Corpse (deutsch: C wie Callahan)
- 1988: Tony Hillerman: Skinwalkers (deutsch: Die Nacht der Skinwalkers)
- 1989: Thomas Harris: The Silence of the Lambs (deutsch: Das Schweigen der Lämmer)
- 1990: Sarah Caudwell: The Sirens Song of Murder (deutsch: Die Sirenen sangen vom Tod)
- 1991: Sue Grafton: ‘G‘ is for Gumshoe (deutsch: Hoher Einsatz (G wie Galgenfrist))
- 1992: Peter Lovesey: The Last Detective (deutsch: Die Frau im See)
- 1993: Margaret Maron: Bootlegger's Daughter (deutsch: Die Schatten des Südens)
- 1994: Marcia Muller: Wolf in the Shadows (deutsch: Wölfe und Kojoten)
- 1995: Sharyn McCrumb: She Walks These Hills (deutsch: Schatten über den Bergen)
- 1996: Mary Willis Walker: Under the Beetle's Cellar (deutsch: Unter des Käfers Keller)
- 1997: Michael Connelly: The Poet (deutsch: Der Poet)
- 1998: S. J. Rozan: No Colder Place
- 1999: Michael Connelly: Blood Work (deutsch: Das zweite Herz)
- 2000: Peter Robinson: In a Dry Season (deutsch: In einem heißen Sommer)
- 2001: Val McDermid: A Place of Execution (deutsch: Ein Ort für die Ewigkeit)
- 2002: Dennis Lehane: Mystic River (deutsch: Spur der Wölfe)
- 2003: Michael Connelly: City of Bones (deutsch: Kein Engel so rein)
- 2004: Laura Lippman: Every Secret Thing (deutsch: Gefährliche Engel)
- 2005: William Kent Krueger: Blood Hollow
- 2006: William Kent Krueger: Mercy Falls
- 2007: Laura Lippman: No Good Deeds
- 2008: Laura Lippman: What the Dead Know (deutsch: Was die Toten wissen)
- 2009: Michael Connelly: The Brass Verdict (deutsch: So wahr uns Gott helfe)
- 2010: Louise Penny: The Brutal Telling
- 2011: Louise Penny: Bury Your Dead
- 2012: Louise Penny: A Trick of the Light
- 2013: Louise Penny: The Beautiful Mystery
- 2014: William Kent Krueger: Ordinary Grace
- 2015: Laura Lippman: After I’m Gone
- 2016: Chris Holm: The Killing Kind (deutsch: So was von tot)
- 2017: Louise Penny: A Great Reckoning
- 2018: Attica Locke: Bluebird, Bluebird
- 2019: Lou Berney: November Road

### Bester Erstlingsroman
- 1986: Jonathan Kellerman: When the Bough Breaks (deutsch: Blackout)
- 1987: Bill Crider: Too Late to Die
- 1988: Gillian Roberts: Caught Dead in Philadelphia (deutsch: Schatten aus der Vergangenheit)
- 1989: Elizabeth George: A Great Deliverance (deutsch: Gott schütze dieses Haus)
- 1990: Karen Kijewski: Katwalk (deutsch: Ein Fall für Kat)
- 1991: Patricia Cornwell: Post Mortem (deutsch: Ein Fall für Kay Scarpetta)
- 1992: Sue Henry: Murder on the Iditarod Trail (deutsch: Wettlauf durch die weisse Hölle)
- 1993: Barbara Neely: Blanche on the Lam (deutsch: Night Girl)
- 1994: Nevada Barr: Track of the Cat (deutsch: Die Spur der Katze)
- 1995: Caleb Carr: The Alienist (deutsch: Die Einkreisung)
- 1996: Virginia Lanier: Death in Bloodhound Red
- 1997: Dale Furutani: Death in Little Tokyo (deutsch: Tod in Little Tokyo) / Terris McMahan Grimes: Somebody Else's Child
- 1998: Lee Child: Killing Floor (deutsch: Größenwahn)
- 1999: William Kent Krueger: Iron Lake (deutsch: Indianischer Winter)
- 2000: Donna Andrews: Murder with Peacocks (deutsch: Falscher Vogel fängt den Tod)
- 2001: Qiu Xiaolong: Death of a Red Heroine (deutsch: Tod einer roten Heldin)
- 2002: Chuck J. Box: Open Season (deutsch: Keine Schonzeit, später auch unter dem Titel Jagdopfer)
- 2003: Julia Spencer-Fleming: In the Bleak Midwinter (deutsch: Das weiße Kleid des Todes)
- 2004: P. J. Tracy: Monkeewrench (deutsch: Spiel unter Freunden)
- 2005: Harley Jane Kozak: Dating Dead Man (deutsch: Meine erste Leiche: ein Wollie-Shelley-Krimi)
- 2006: Chris Grabenstein: Tilt-a-Whirl
- 2007: Louise Penny: Still Life (deutsch: Denn alle tragen Schuld)
- 2008: Tana French: In the Woods (deutsch: Grabesgrün)
- 2009: Stieg Larsson: The Girl With the Dragon Tattoo (deutsch: Verblendung)
- 2010: Sophie Littlefield: A Bad Day for Sorry
- 2011: Hilary Davidson: The Damage Done
- 2012: Sara J. Henry: Learning to Swim (deutsch: Ein Herzschlag bis zum Tod)
- 2013: Chris Pavone: The Expats (deutsch: Die Frau, die niemand kannte)
- 2014: Matt Coyle: Yesterday's Echo
- 2015: Lori Rader-Day: The Black Hour
- 2016: Glen Erik Hamilton: Past Crimes
- 2017: Joe Ide: IQ (deutsch: IQ)
- 2018: Kellye Garrett: Hollywood Homicide
- 2019: Oyinkan Braithwaite: My Sister, the Serial Killer

### Beste Kurzgeschichte
- 1987: Sue Grafton: The Parker Shotgun (Mean Streets, Collins)
- 1988: Robert Barnard: Breakfast Television (Ellery Queen’s Mystery Magazine, January 1987)
- 1989: nicht vergeben
- 1990: Nancy Pickard: Afraid All the Time (Sisters In Crime, Berkley)
- 1991: Sue Dunlap: The Celestial Buffet (Sisters in Crime 2, Berkley)
- 1992: Liza Cody: Lucky Dip (A Woman’s Eye, Delacorte)
- 1993: Diane Mott Davidson: Cold Turkey (Sisters in Crime 5, Berkley)
- 1994: Susan Dunlap: Checkout (Malice Domestic 2, Pocket Books)
- 1995: Sharyn McCrumb: The Monster of Glamis (Royal Crimes: New Tales of Blue Bloody Murder, Mass Market)
- 1996: Gar Anthony Haywood: And Pray Nobody Sees You (Spooks, spies, and private eyes:
Black mystery, crime, and suspense fiction, Doubleday)
- 1997: Carolyn Wheat: Accidents Will Happen (Malice domestic 5, Pocket Books)
- 1998: Jan Grape: A Front Row Seats (Vengeance is Hers, Signet) / Edward D. Hoch: One Bag of Coconuts (Ellery Queen’s Mystery Magazine, November 1997)
- 1999: Barbara D’Amato: Of Course, You Know Chocolate is a Vegetable (Ellery Queen’s Mystery Magazine, November 1998)
- 2000: Margaret Chittenden: Noir Light (Ellery Queen’s Mystery Magazine, Januar 1999)
- 2001: Edward D. Hoch: The Problem of the Potting Shed (Ellery Queen’s Mystery Magazine, Juli 2000)
- 2002: Bill Crider
Judy Crider: Chocolate Moose (Death Dines at 8:30, Berkley Prime Crime)
- 2003: Marcia Talley: Too many Cooks (Much About Murder, Berkeley Prime Crime)
- 2004: Rhys Bown: Doppelganger (Blood On Their Hands, Berkeley Prime Crime)
- 2005: Elaine Viets: Wedding Knife (Chesapeake Crimes, Quiet Storm)
- 2006: Barbara Seranella: Misdirection (Greatest Hits, Carroll & Graf)
- 2007: Simon Wood: My Father’s Secret (CrimeSpreeMagazine, Boucheron Special Issue 2006)
- 2008: Laura Lippman: Hardly Knew Her (Stories, William Morrow)
- 2009: Sean Chercover: A Sleep Not Unlike Death (Todd Robinson: Hardcore, hardboiled, Kensington 2008)
- 2010: Hank Phillippi Ryan: On the House (Quarry: Crime Stories by New England Writers, Level Best Books)
- 2011: Dana Cameron: Swing Shift (Charlaine Harris (Hrsg.): Crimes by Moonlight, Berkley Prime Crime)
- 2012: Dana Cameron: Disarming (Ellery Queen’s Mystery Magazine, Juni 2011)
- 2013: Dana Cameron: Mischief Mesopotamia (Ellery Queen’s Mystery Magazine, November 2012)
- 2014: John Connolly: The Caxton Lending Library & Book Deporsitory (Bibliomysteries, The Mysterious Bookshop)
- 2015: Art Taylor: The Odds are Against US (Ellery Queen’s Mystery Magazine, November 2014)
- 2016: Megan Abbott: The Little Men: A Bibliomystery (MysteriousPress.com/Open Road)
- 2017: Megan Abbott: Oxford Girl (Mississippi Noir, Akashic)
- 2018: Hilary Davidson: My Side of the Matter (Killing Malmon, Down & Out Books)
- 2019: S. A. Cosby: The Grass Beneath My Feet (Tough, 20. August 2018)

### Bester Taschenbuchroman
- 1986: Nancy Pickard: Say No to Murder
- 1987: Robert Wright Campbell: The Junkyard Dog (deutsch: Kettenhund)
- 1988: Robert Crais: The Monkey's Raincoat (deutsch: Die gefährlichen Wege des Elvis Cole)
- 1989: Carolyn G. Hart: Something Wicked
- 1990: Carolyn G. Hart: Honeymoon with Murder
- 1991: James McCahery: Grave Undertaking / Rochelle Majer Krich: Where's Mommy Now? (deutsch: Und nur der Mond schaut zu)
- 1992 bis 1995: nicht vergeben
- 1996: Harlan Coben: Deal Breaker (deutsch: Das Spiel seines Lebens)
- 1997: Terris McMahan Grimes: Somebody Else's Child
- 1998: Rick Riordan: Big Red Tequila
- 1999: Laura Lippman: Butcher's Hill (deutsch: Butcher's Hill)
- 2000: Laura Lippman: In Big Trouble
- 2001: Kate Grilley: Death Dances to a Reggae Beat
- 2002: Charlaine Harris: Dead until Dark (deutsch: Vorübergehend tot)
- 2003: Robin Burcell: Fatal Truth
- 2004: Robin Burcell: Deadly Legacy
- 2005: Jason Starr: Twisted City (deutsch: Twisted City)
- 2006: Read Farrel Coleman: The James Deans
- 2007: Dana Cameron: Ashes and Bones
- 2008: P. J. Parrish: A Thousend Bones (deutsch: Das Gebeinhaus)
- 2009: Julie Hyzy: State of the Onion
- 2010: Bryan Gruley: Starvation Lake
- 2011: Duane Swierczynski: Expiration Date
- 2012: Julie Hyzy: Buffalo West Wing
- 2013: Johnny Shaw: Big Maria
- 2014: Catriona McPherson: As She Left it
- 2015: Catriona McPherson: The Day She Died
- 2016: Lou Berney: The Long and Faraway Gone
- 2017: James W. Ziskin: Heart of Stone
- 2018: Lori Rader-Day: The Day I Died
- 2019: Lori Rader-Day: Under a Dark Sky

### Bestes Sachbuch
- 1991: Jon L. Breen & Martin H. Greenberg: Synod Of Sleuths
- 1992: Maxim Jakubowski: 100 Great Detectives
- 1993: Ellen Nehr: Doubleday Crime Club Compendium 1928-1991
- 1994: Ed Gorman, Martin H. Greenberg & Larry Segriff: The Fine Art Of Murder: The Mystery Reader's Indispensable Companion
- 1995: B.A. Pike & J. Cooper: Crime Fiction, 2nd Edition
- 1996: Kate Stine: The Armchair Detective Book of Lists, 2nd Edition
- 1997: Willetta L. Heising: Detecting Women 2: Reader's Guide and Checklist for Mystery Series Written by Women
- 1998: nicht vergeben
- 1999: George Easter: Deadly Pleasures Magazine
- 2000: Willetta L. Heising: Detecting Women (3rd edition)
- 2001: Jim Huang: 100 Favorite Mysteries Of The Century
- 2002: Tony Hillerman: Seldom Disappointed
- 2003: Jim Huang: They Died in Vain: Overlooked, Underappreciated and Forgotten Mystery Novels
- 2004: Gary Warren Niebuhr: Make Mine a Mystery: A Reader's Guide to Mystery and Detective Fiction
- 2005: Max Allan Collins et al.: Men's Adventure Magazines
- 2006: Marv Lachman: The Heirs of Anthony Boucher
- 2007: Jim Huang & Austin Lugar: Mystery Muses
- 2008: Jon Lellenberg, Daniel Stashower & Charles Foley: Arthur Conan Doyle: A Life in Letters
- 2009: Jeffrey Marks: Anthony Boucher: A Biobibliography
- 2010: P.D. James: Talking About Detective Fiction
- 2011: John Curran: Agatha Christie's Secret Notebooks
- 2012: Charlaine Harris: The Sookie Stackhouse Companion
- 2013: John Connolly & Declan Burke: Books to Die For: The World's Greatest Mystery Writers on the World's Greatest Mystery Novels
- 2014: Daniel Stashower: The Hour of Peril: The Secret Plot To Murder Lincoln Before the Civil War
- 2015: Hank Phillippi Ryan (Hrsg.): Writes of Passage: Adventures on the Writer's Journey
- 2016: Val McDermid: Forensics: What Bugs, Burns, Prints, DNA, and More Tell Us About Crime
- 2017: Ruth Franklin: Shirley Jackson: A Rather Haunted Life
- 2018: David Grann: Killers of the Flower Moon: The Osage Murders and the Birth of the FBI
- 2019: Michelle McNamara: I’ll Be Gone in the Dark: One Woman’s Obsessive Search for the Golden State Killer